# Etymologie slova Žid
| Židé a judaismus |
| Židé • Judaismus • Kdo je Žid |
| Ortodoxní • Konzervativní (Masorti) Progresivní (Reformní - Liberální) • Ultraortodoxní Samaritáni • Falašové • Karaité                                                                                            |
| Etnické skupiny a jazyky |
| Aškenázové • Sefardové • Mizrachim Hebrejština • Jidiš • Ladino • Ge'ez • Buchori |
| Populace (vývoj) |
| Evropa • Amerika • Asie • Afrika • Austrálie |
| Náboženství |
| Bůh • Principy víry • Boží jména 613 micvot • Halacha • Noachidské zákony Mesiáš • Eschatologie |
| Židovské myšlení, filosofie a etika |
| Židovská filosofie Cdaka • Musar • Vyvolenost Chasidismus • Kabala • Haskala |
| Náboženské texty |
| Tóra • Tanach • Mišna • Talmud • Midraš Tosefta • Mišne Tora • Šulchan aruch Sidur • Machzor • Pijut • Zohar |
| Životní cyklus, tradice a zvyky |
| Obřízka • Pidjon ha-ben • Simchat bat • Bar micva Šiduch • Svatba • Ketuba • Rozvod (Get) • Pohřeb Kašrut • Židovský kalendář • Židovské svátky Talit • Tfilin • Cicit • Kipa Mezuza • Menora • Šofar • Sefer Tora |
| Významné postavy židovství |
| Abrahám • Izák • Jákob • Mojžíš Šalomoun • David • Elijáš • Áron Maimonides • Nachmanides • Raši Ba'al Šem Tov • Ga'on z Vilna • Maharal                                                                           |
| Náboženské budovy a instituce |
| Chrám • Synagoga • Ješiva • Bejt midraš Rabín • Chazan • Dajan • Ga'on Kohen (kněz) • Mašgiach • Gabaj • Šochet Mohel • Bejt din • Roš ješiva                                                                      |
| Židovská liturgie |
| Šema • Amida • Kadiš Minhag • Minjan • Nosach Šacharit • Mincha • Ma'ariv • Musaf |
| Dějiny Židů |
| starověk • středověk • novověk |
| Blízká témata |
| Antisemitismus • Gój • Holocaust • Izrael Filosemitismus • Sionismus Abrahámovská náboženství |
| z • d • e |

České slovo žid / Žid pochází ze staroitalského slova Giudio [džudio], které pochází z latinského Iudaeus (Judejec, pocházející z Judska).

 
Z italsko-latinského základu je odvozen francouzský termín Juif, původně Giu a ještě dříve Juieu, z francouzského termínu je odvozen i anglický výraz Jew. Z italského Giudio je odvozeno například také polské Żyd.
Žid je také české příjmení. Hanlivá odvozenina je židák.
Z latinského výrazu pochází německé Jude, dánské Jøde, holandské Jood atd. Z německého výrazu je dále odvozeno také slovo Jid v jidiš. 
Latinské Iudaeus je přepis řeckého Ἰουδαῖος ([Iúdaios]), což je přepis hebrejského יהודי, Jehudi. Toto jméno je odvozeno od jména biblické postavy, Judy (hebrejsky יהודה, Jehuda), což český ekumenický překlad vysvětluje jako „ten, který vzdává chválu“ (Bohu). Juda se stal zakladatelem jednoho z izraelských kmenů, který později dal jméno celé oblasti - Judsko. 

## Hebrejec
Česká slova hebrejský, hebrejština, Hebrejec, odkazující výlučně k židovskému národu či jazyku (tedy nikoli náboženství), jsou odvozena od biblického Hebera (hebrejsky עבר, Ever) , od něhož je odvozen název pro celé etnikum (עברי , Ibri či Ivri). Hebrejské slovo עבר znamená přejít, překročit, patrně odkazuje na mezopotámský původ Hebrejů, neboť pak by označovalo ty, kdo přišli „z druhé strany řeky“ - Eufratu. Prvním člověkem nazvaným v Bibli slovem „Hebrejec“ (עברי) je Abraham. 
Kolísání souhlásky b-v pochází z toho, že v hebrejštině i řečtině, stejně jako např. ve španělštině, jde o jedinou souhlásku, znějící pro Čechy jako něco mezi "b" a "v". Proto azbuka má tyto hlásky u sebe, ale latinka má "v" za "u". Hebrejské Ivri (resp. Ibri) bylo přijato do řečtiny jako Εβραίος [Hebraios], což přešlo latinou do jazyků jako italština nebo španělština (Ebreo, Hebreo), ale i do jihoslovanských a východoslovanských jazyků jako je ruské Еврей [Jevrej].

## Izraelita
Židé jsou také někdy označováni za Izraelity, podle jména Izrael (ישראל, Jisra’el, Bůh bojuje). Toto pojmenování označuje jak židovský národ, tak vyznavače židovského náboženství jako celek, tak i území i starověký nebo novodobý stát. Jménem „Izrael“ byl podle Bible pojmenován Jákob, třetí a poslední z praotců izraelského národa, když porazil v zápase neznámého muže (nejspíš anděla): „Tu řekl: "Nebudou tě už jmenovat Jákob (to je Úskočný), nýbrž Izrael (to je Zápasí Bůh), neboť jsi jako kníže zápasil s Bohem i s lidmi a obstáls.“ (Genesis, 32,29 dle ČEPu).

## Významové odlišení
Všech verzí (Žid, Hebrejec, Izraelita) se týká obecné nepřesné odlišení mezi příslušníkem národa a stoupencem náboženství, protože právě náboženství je konstitučním prvkem tohoto národa již od dob Mojžíšových.